# Cardisoma carnifex
Cardisoma carnifex es una especie de crustáceo malacostráceo decápodo terrestre de la familia Gecarcinidae.

## Distribución
Se distribuye desde el Mar Rojo hasta Australia.